# 줄리아 오먼드
줄리아 오먼드(Julia Ormond, 1965년 1월 4일 ~ )는 잉글랜드의 배우이다.

## 출연 작품

### 영화
- 베이비 오브 메이콘 (1993)
- 노스트라다무스 (1994)
- 가을의 전설 (1994)
- 카멜롯의 전설 (1995)
- 사브리나 (1995)
- 센스 오브 스노우 (1997)
- 러브 오브 시베리아 (1998)
- 인랜드 엠파이어 (2006)
- 체 게바라 (2008)
- 벤자민 버튼의 시간은 거꾸로 간다 (2008)
- 앨버트로스 (2011)
- 마릴린 먼로와 함께한 일주일 (2011)
- 체인드 (2012)
- 더 이스트 (2013)
- 리메모리: 기억추출 (2017) - 캐럴린 던 역
- 레이디스 인 블랙 (2018, Ladies in Black)
- 리유니언 (2020)